# Karabin-granatnik

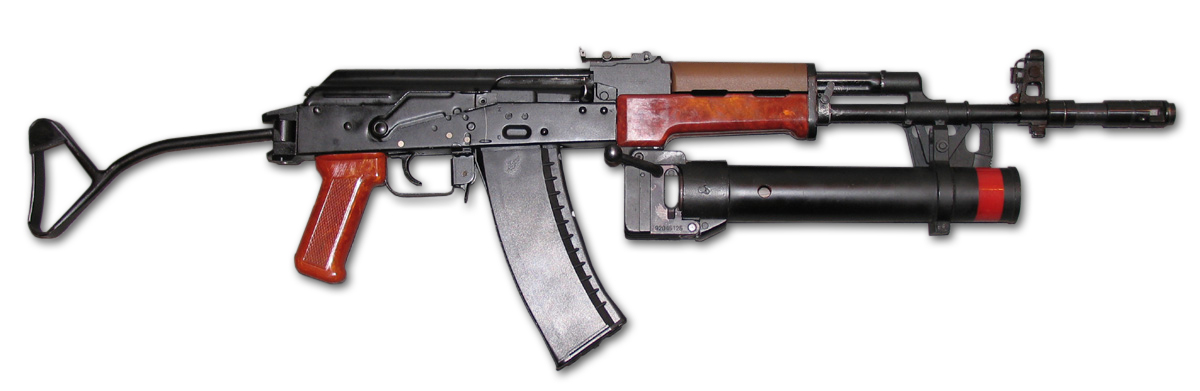
Karabinek granatnik wz. 1974 (zestaw karabinka wz. 88 Tantal i granatnika podwieszanego wz. 1974 Pallad)

Karabin-granatnik (kbg, kb-g) – broń strzelecka mogąca pełnić funkcję zarówno karabinu jak i granatnika.

## Charakterystyka
Broń tego typu powstaje najczęściej poprzez połączenie karabinu i granatnika (jako zestaw), rzadziej jako konstrukcja budowana od podstaw. Dawniej karabiny-granatniki tworzono poprzez wyposażenie karabinu w granatnik nasadkowy przeznaczony do miotania granatów karabinowych lub nasadkowych, natomiast współcześnie najczęściej stosuje się granatniki podwieszane. Najrzadszymi wariantami tej klasy broni są egzemplarze z docelowo zintegrowanym granatnikiem (np. KBP A-91M).

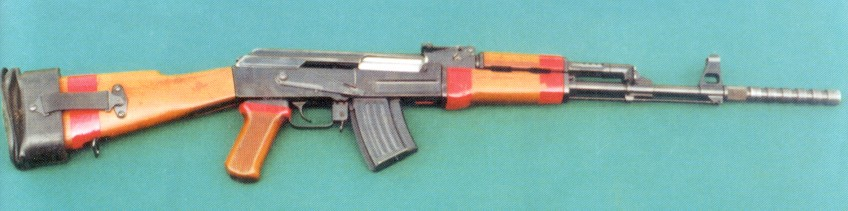
Karabinek-granatnik wz. 1960 (zmodyfikowany karabinek AK z granatnikiem nasadkowym)
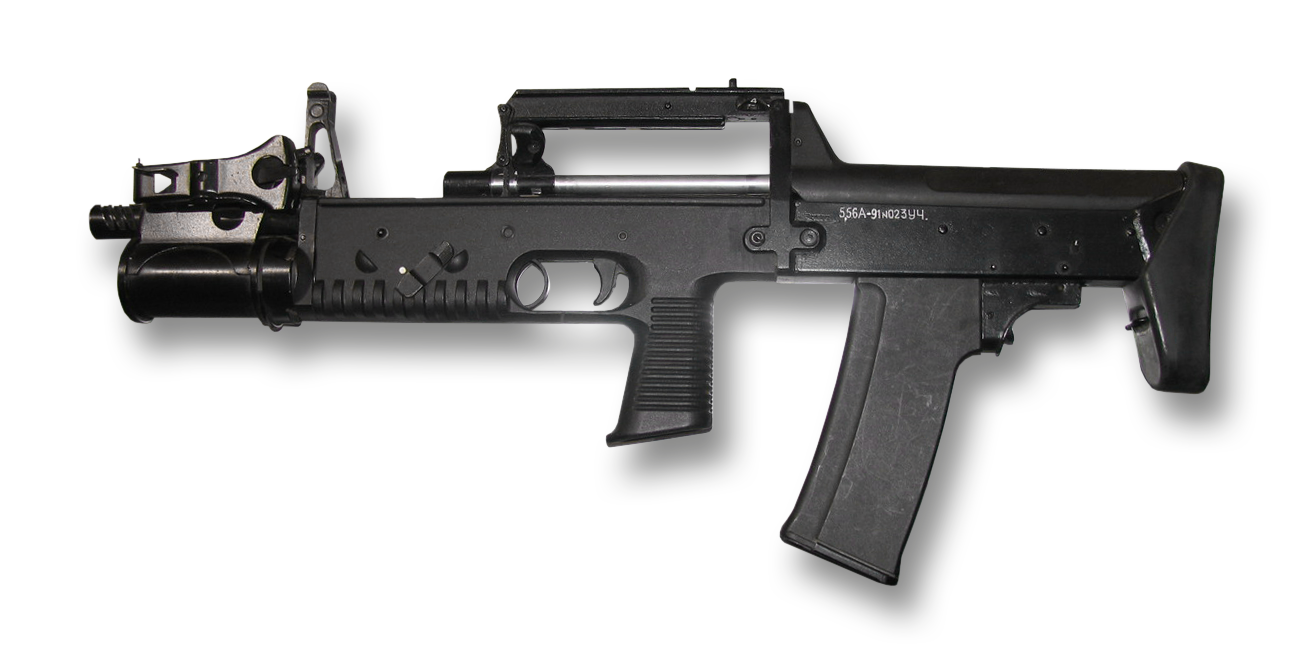
Karabin-granatnik A-91M ze zintegrowanym granatnikiem